# Martine Étienne
Martine Étienne (geboren am 22. Juni 1956 in Mont-Saint-Martin (Meurthe-et-Moselle)) ist eine französische Politikerin.
Bei der Wahl zur Nationalversammlung 2022 wurde sie im dritten Wahlkreis des Département Meurthe-et-Moselle zur Abgeordneten gewählt.

## Leben und Wirken

### Berufliche Laufbahn
Die in Mont-Saint-Martin geborene Martine Étienne begann ihre berufliche Laufbahn 1977 als Postbotin bei der PTT und wurde später Schalterbeamtin.
Gleichzeitig war sie Gewerkschaftsmitglied und Delegierte bei der FAPT-CGT.

### Politische Laufbahn

#### Ihr Wirken im Gemeinderat und verschiedene Kandidaturen
Étienne wuchs in einer politisch bewussten, der kommunistischen Partei nahestehenden, Familie auf.
Einen Übergang von der Gewerkschaftsarbeit zum politischen Leben vollzog sie ab 1995, als sie ab demselben Jahr Stadträtin in Longwy wurde.
Während ihrer zweiten Amtszeit als Stadträtin trat Jean-Paul Durieux am 23. Juni 2006 von seinem Amt als Bürgermeister von Longwy zurück, woraufhin Jean-Marc Fournel zu seinem Nachfolger gewählt wurde. Im Anschluss an diese Wahl wurde Étienne stellvertretende Bürgermeisterin mit Zuständigkeit für Wohnungsbau und Siedlungswesen.
Gleichzeitig engagierte sie sich bei der Organisation Attac.
Bei den Kantonalwahlen 2008 kandidierte Étienne auf einer Liste sonstiger Linker (Divers gauche) im Kanton Longwy. Sie erhielt 460 Stimmen und damit 11,34 % der abgegebenen Stimmen.
Nach den Kommunalwahlen 2014 und 2020 wurde Martine Étienne zur zweiten Stellvertreterin des Bürgermeisters von Longwy gewählt, die für Stadtplanung und Wohnungsbau zuständig ist. Diese Wahl fand am 7. Juli statt, als der bisherige sozialistische Bürgermeister Jean-Marc Fournel wiedergewählt wurde.
Bei den Regionalwahlen 2021 in der Region Grand Est rangierte sie auf Platz 14 im Départementsabschnitt Meurthe-et-Moselle auf der Liste  von Aurélie Filippetti. Die Liste erhielt 8,64 % und damit keinen Sitz in der Regionalversammlung.

#### Als Abgeordnete in der Nationalversammlung
Sie trat bei der Parlamentswahl 2022 in Meurthe-et-Moselle im dritten Wahlkreis als Kandidatin von La France insoumise und des Parteienbündnisses NUPES an. Ihr Stellvertreter ist Patrice Zolfo, der selbst  LFI-Kandidat bei der Parlamentswahl 2017 gewesen war.
Im ersten Wahlgang lag die Kandidatin der Linkskoalition etwa 100 Stimmen vor dem amtierenden Abgeordneten Xavier Paluszkiewicz (LREM). Dieser erhielt 7.429 der abgegebenen Stimmen (25,16 %), während die NUPES-Kandidatin mit 7.345 Stimmen (24,88 %) knapp dahinter lag.
Im zweiten Wahlgang am 19. Juni wurde Étienne mit 13.886 Stimmen zur Abgeordneten des dritten Wahlkreises des Departements Meurthe-et-Moselle gewählt. Sie übertraf den bisherigen Abgeordneten mit einem Abstand von tausend abgegebenen Stimmen.